# Jimmy Tremeer
Jimmy Tremeer (eigentlich Leonard Francis Tremeer; * 1. August 1874 in Barnstaple; † 29. Oktober 1951 in Guildford) war ein britischer Leichtathlet.
Bei den Olympischen Spielen 1908 in London gewann er im 400-Meter-Hürdenlauf Bronze in 57,0 s hinter den beiden US-Amerikanern Charles Bacon, der mit 55,0 s einen Weltrekord aufstellte, und Harry Hillman (55,3 s). Jimmy Tremeer nahm auch am Speerwurf-Wettbewerb teil, kam aber nicht unter die ersten sieben.